# Prefektura Tottori

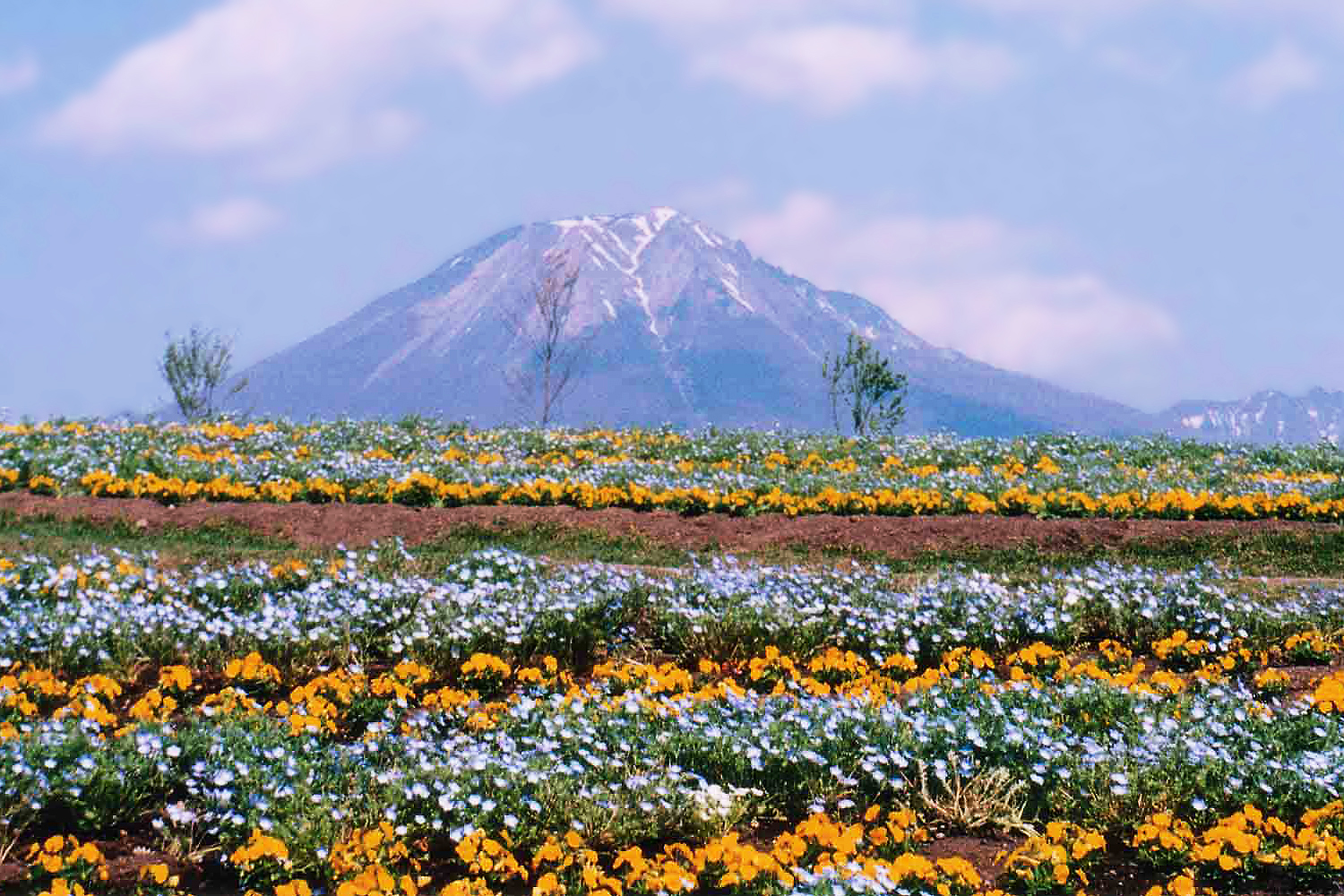
Stratowulkan Dai-sen (1729 m)

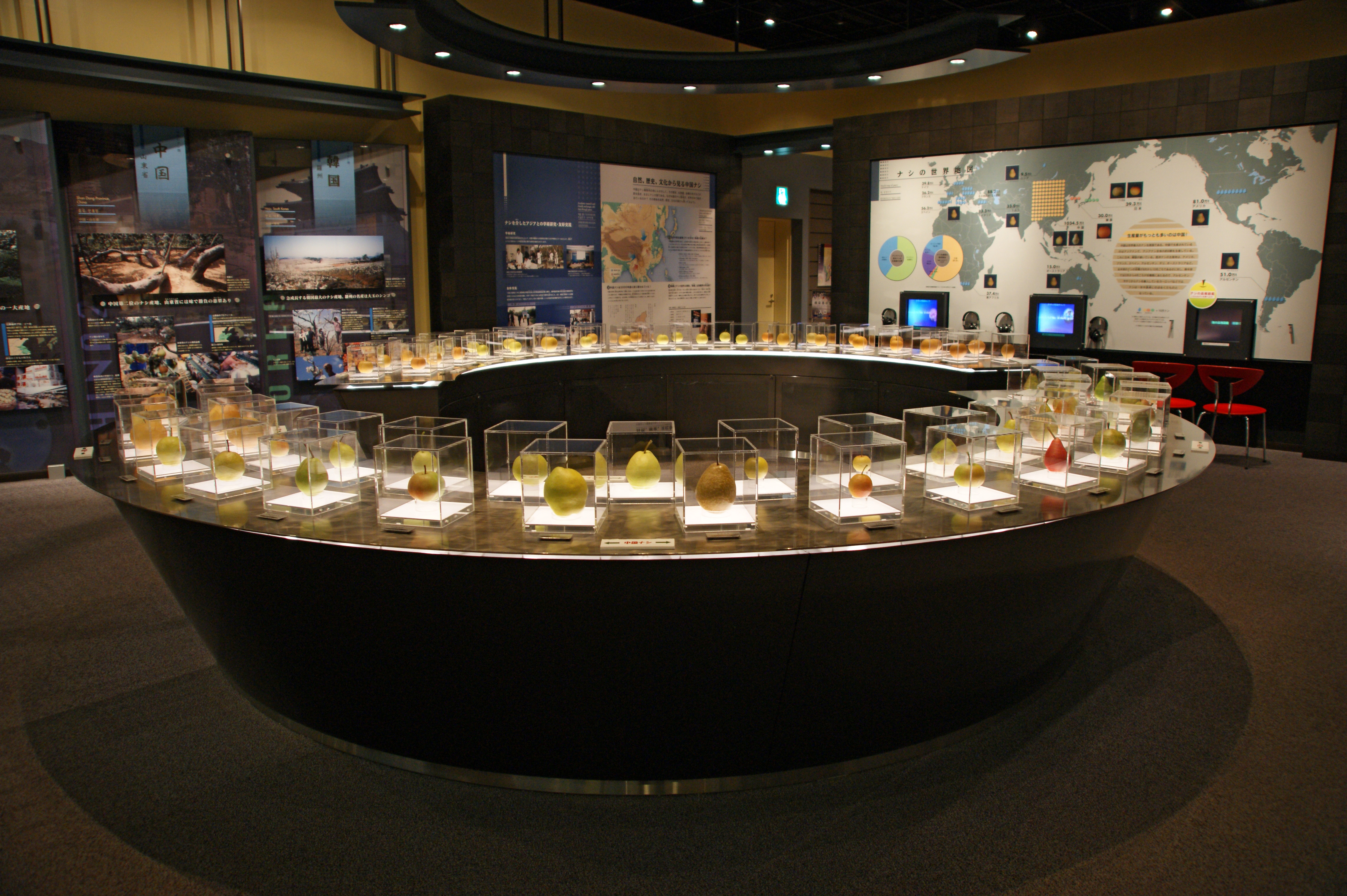
Wnętrze Tottori Nijisseiki Pear Museum (muzeum gruszek) w Kurayoshi

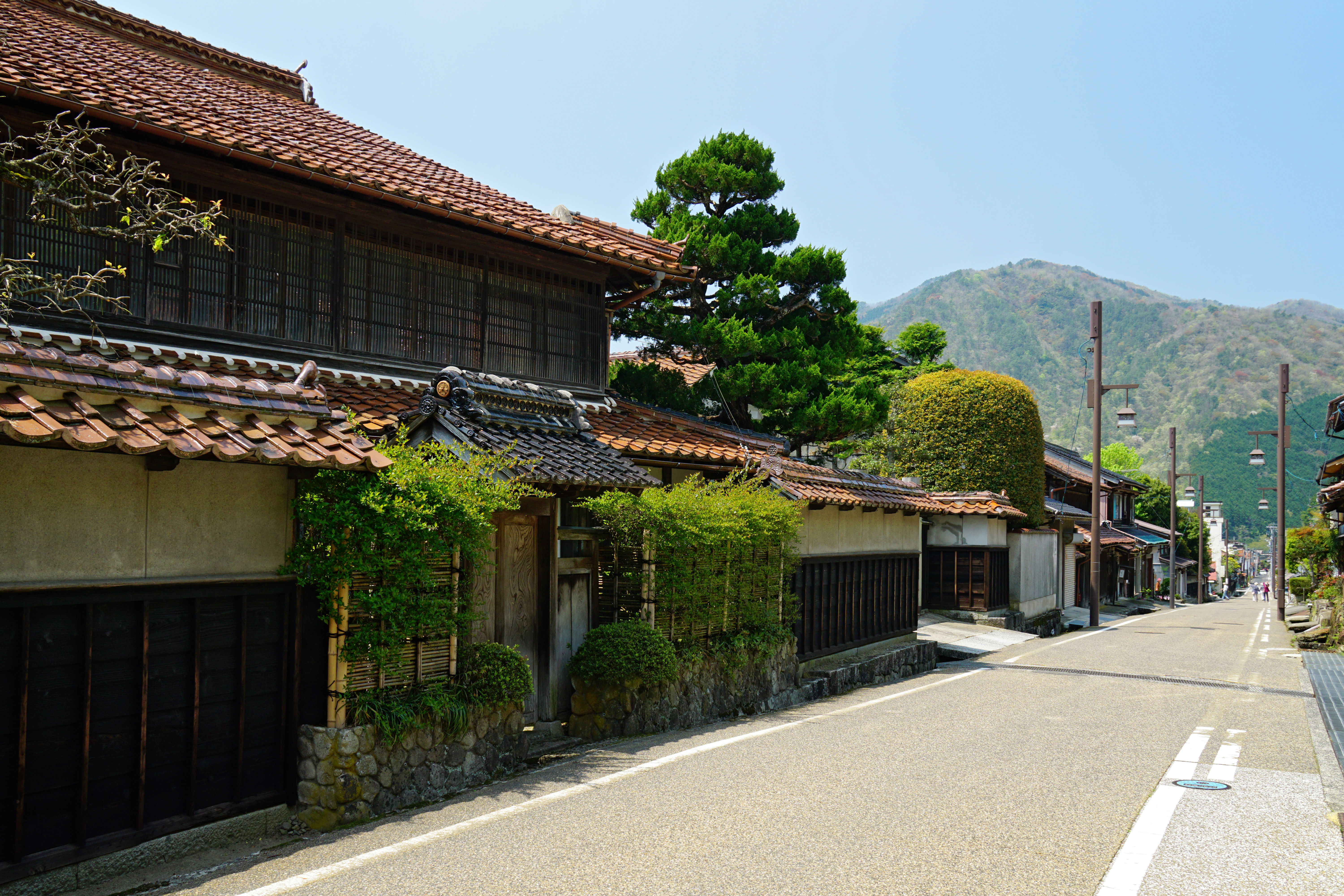
Chizu, Chizu-shuku

Prefektura Tottori (jap. 鳥取県 Tottori-ken) – prefektura w północno-wschodniej części regionu Chūgoku, w Japonii, na wyspie Honsiu (Honshū). Jej stolicą jest miasto Tottori.

## Geografia
Prefektura leży w zachodniej części wyspy Honsiu nad Morzem Japońskim, w północno-wschodniej części regionu Chūgoku. Kształt ma długi i wąski, rozciąga się na 120 km w kierunku wschód-zachód i od 20 do 50 km w kierunku północ-południe. Północną granicę prefektury stanowi malownicze morskie wybrzeże udekorowane: skałami, sosnami i piaszczystymi plażami wraz z największymi w Japonii piaszczystymi wydmami. Na południu leżą góry Chūgoku z najwyższym szczytem, stratowulkanem Dai-sen (1729 m). Topografię tych gór wyrzeźbiły trzy rzeki: Hino, Tenjin, Sendai, które utworzyły trzy otwarte doliny, na których powstały miasta (odpowiednio): Yonago, Kurayoshi, Tottori.
W prefekturze leżą częściowo dwa parki narodowe:
- Park Narodowy Daisen-Oki;
- Park Narodowy San’in Kaigan.

## Klimat
Klimat prefektury jest umiarkowanie ciepły, ze średnią temperaturą 14,9 °C i średnimi opadami na poziomie 2003 mm (zanotowanymi w 2005 r.), łagodną pogodą od wiosny do jesieni i opadami śniegu w zimie. Ponadto, region jest raczej rzadko nawiedzany przez tajfuny i inne katastrofy naturalne.

## Miasta
Miasta rangi administracyjnej -shi (市) leżące w prefekturze Tottori: Kurayoshi, Sakaiminato, Tottori (stolica), Yonago.

### Miasteczka i wioski
| - Powiat Hino - Hino - Kōfu - Nichinan | - Powiat Iwami - Iwami | - Powiat Saihaku - Daisen - Hiezu - Hōki - Nanbu | - Powiat Tōhaku - Hokuei - Kotoura - Misasa - Yurihama | - Powiat Yazu - Chizu - Wakasa - Yazu |

## Historia
Ziemie te zamieszkane były już w zamierzchłej przeszłości. Świadczyć mogą o tym znaleziska (w tym cmentarzyska) z okresów Jōmon (12 000 – 300 p.n.e.) i Yayoi (300 p.n.e. – 300 n.e.) na wydmach, jak i w górach. Odkryto m.in. wykonane z brązu miecze dōken i ceremonialne dzwony dōtaku z okresu Yayoi, które dowodzą, że tereny te były nie tylko pod wpływem stolicy, ale również kultury z północnego Kiusiu (Kyūshū).
Po wielkich zmianach politycznych i gospodarczych, przeprowadzonych w ramach reform Taika w VII w., ziemie te zostały podzielone na dwie prowincje: Inaba (lub Inshū, ob. wschodnia część prefektury) i Hōki (lub Hakushū, część zachodnia).
W końcu okresu Heian (794–1185) podczas wojny Gempei (1180–1185) doszło do zaciętej bitwy pomiędzy lokalnymi samurajami, głównie w Hōki.
W czasie restauracji Kenmu (1333–1336) na terenach tych do władzy doszedł dowódca wojskowy, Nagatoshi Nawa (zm. 1336), członek klanu Hōki. Udzielił on bowiem schronienia w Funanoue cesarzowi Go-Daigo, gdy zbiegł on z wyspy Oki. Miejscowość ta stała się tymczasowym dworem cesarskim.
W okresie Muromachi (1336–1573) ród Yamana zarządzał obu prowincjami.
Po wojnie Ōnin (1467–1477) tereny te były pod rządami m.in. rodów Amago i Mōri, aby ostatecznie przejść pod panowanie Hideyoshiego Toyotomi (1536–1598), drugiego z „trzech zjednoczycieli państwa” (przed nim był Nobunaga Oda (1534–1582), a po nim Ieyasu Tokugawa (1543–1616).
Po bitwie pod Sekigaharą w 1600 roku obszar obecnej prefektury został opanowany przez ród Ikeda. W okresie Edo (1603–1868) często występował głód i zamieszki.
W wyniku reform wprowadzonych w czasie restauracji Meiji były daimyō Yoshinori Ikeda został mianowany gubernatorem tych ziem. W 1871 r. Inaba i Hōki oraz wyspy Oki zostały połączone, tworząc prefekturę Tottori. W 1876 r. prefekturę Tottori włączono do prefektury Shimane, ale po licznych, ostrych protestach w 1881 r. ponownie wyodrębniono prefekturę Tottori, jednak już bez wysp Oki, które pozostały w granicach Shimane.

## Gospodarka
Od końca lat 80. XX wieku prefektura rozwija przemysł komponentów i urządzeń elektronicznych. Angażuje się w tworzenie nowych branż, jak sprzęt medyczny i produkcja leków. Prefektura jest siedzibą klastrów z różnych branż.
Dominuje jednak rolnictwo. Główne produkty to m.in.: gruszki (m.in.: nijisseiki, shinkansen, natsuhime), arbuzy (suika, Citrullus lanatus), pochrzyn chiński (nagaimo, Dioscorea polystachya), czosnek dęty (negi, Allium fistulosum), japońska szalotka (rakkyō, Allium chinense).
Znaczenie produkcji gruszek w prefekturze doprowadziło do stworzenia Muzeum Gruszki Tottori Nijisseiki (dosł. „gruszki XX wieku”) w Kurayoshi. Jego symbolem jest ogromna grusza o średnicy 20 m, prezentowana wewnątrz. Wystawiono tam kilkadziesiąt rodzajów gruszek hodowanych w prefekturze i na całym świecie, wraz ze szczegółami ich produkcji w poszczególnych krajach.

## Transport
Prefektura jest powiązana z krajem bogatą siecią dróg i linii kolejowych. Ponadto, dysponuje dwoma portami lotniczymi. Oba są znane z unikatowych nazw:
- po wschodniej stronie prefektury, w mieście Tottori, pomiędzy wybrzeżem Morza Japońskiego, rzeką Sendai i jeziorem Koyama, znajduje się lotnisko o nazwie Tottori Sand Dunes Conan Airport (Tottori Sakyu Conan Airport, Tottori Sakyū Konan Kūkō). Nazwa została utworzona po renowacji obiektu w 2015 roku. Uhonorowano nią, urodzonego w Tottori, mangakę Gōshō Aoyamę (ur. 1963), twórcę mangi pt. „Detektyw Conan” oraz uwypuklono atrakcję turystyczną w postaci wielkich wydm (sakyū);
- po zachodniej stronie prefektury, w Sakaiminato (administracyjnie także częściowo w Yonago), tuż przy granicy z prefekturą Shimane, usytuowany jest Yonago Kitaro Airport, Yonago Kitarō Kūkō), który w 2010 roku otrzymał z kolei nazwę od tytułu mangi „GeGeGe no Kitarō”, stworzonej przez Shigeru Mizukiego (1922–2015), który spędził dzieciństwo w Sakaiminato. Lotnisko jest jednocześnie bazą Japońskich Sił Samoobrony[8].

## Kultura

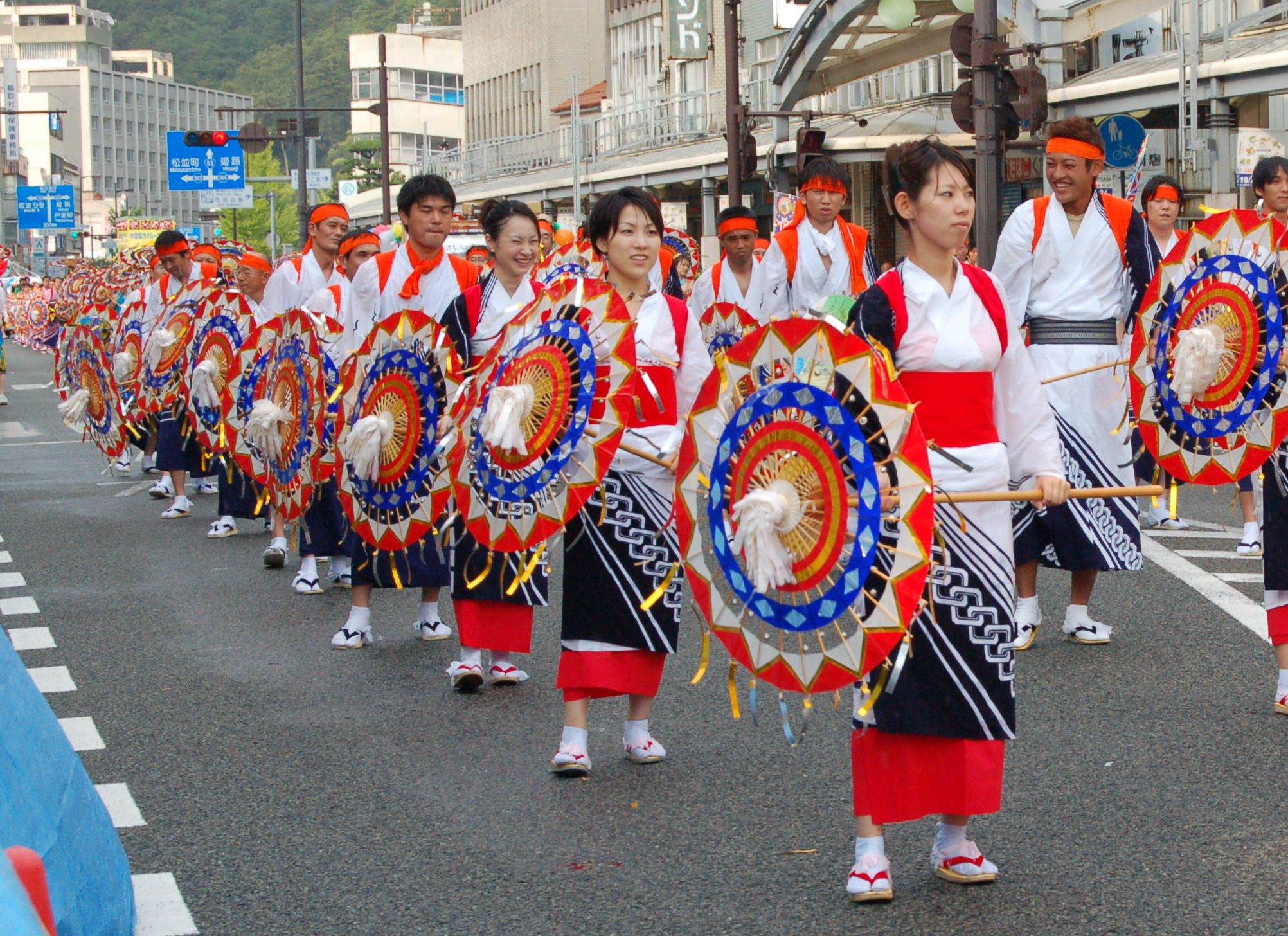
Kasa-odori (taniec z parasolkami)

Kolorowy Festiwal Shan-Shan w mieście Tottori, organizowany w połowie sierpnia, jest częścią obchodów święta obon, buddyjskiego zwyczaju czczenia duchów przodków. Dzięki prostej aranżacji tańca każdy może w nim uczestniczyć.
Nazwa shan-shan oddaje dźwięk dzwonka, jak i odgłos wrzącej wody (przypominający wiele gorących źródeł w Tottori). Ozdobne, papierowe parasole zdobione są małymi dzwoneczkami, które są potrząsane podczas tańca. Według legendy, pewien stary człowiek tańczył z parasolem, modląc się o deszcz podczas długiej suszy. W dniu jego śmierci, susza się skończyła.

## Symbole prefektury
Symbolem prefektury jest znak hiragany „と” (czyt. „to”) połączony z ptakiem tori, co daje czytanie totori. Nałożony na znak rysunek ptaka, który ma odlecieć, symbolizuje wolność, pokój i dalszy rozwój prefektury. Ustanowiony został w 1968 roku, w setną rocznicę rozpoczęcia restauracji Meiji.